# Hengduan Shan

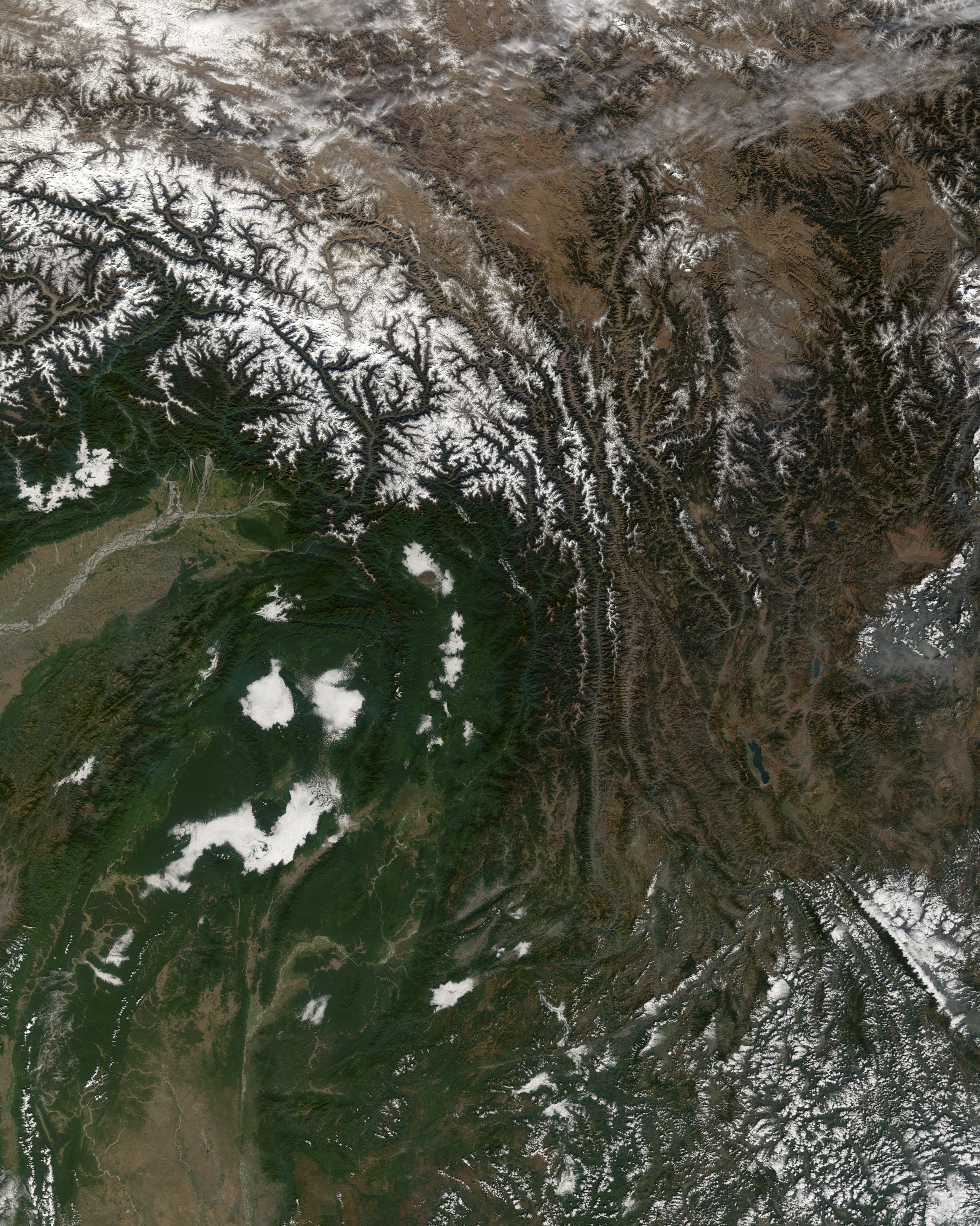
Hengduan Shan pośrodku zdjęcia

Hengduan Shan (inne nazwy Góry Sino-Tybetańskie, Alpy Syczuańskie, Góry Sinotybetańskie; chiń. upr. 横断山脉; chiń. trad. 橫斷山脈; pinyin Héngduàn Shānmài) – góry w południowych Chinach, w prowincji Syczuan, przy granicy z Mjanmą. 
Rozciągają się w przybliżeniu od doliny Huang He na północy do doliny Jangcy na południu. Hengduan Shan tworzą wschodnią krawędź Wyżyny Tybetańskiej, na południu graniczą z Wyżyną Junnan-Kuejczou, otaczają od zachodu Kotlinę Syczuańską. Dzielą się na liczne pasma oddzielone głębokimi do 3 km dolinami wielkich rzek – Saluinu, Mekongu, Jangcy i ich dopływów. Maksymalne wysokości spadają z zachodu na wschód od 5000-6500 do 1000–1200 m n.p.m. Najwyższy szczyt – Gongga Shan (Minya Konka) w pasmie Daxue Shan, 7556 m n.p.m. 

## Geologia
Góry powstały w mezozoiku, w toku orogenezy kimmeryjskiej. Są zbudowane z łupków, piaskowców i granitów. Występują złoża rud metali i azbestu. Teren sejsmiczny - wschodnim skrajem gór przebiega uskok tektoniczny. 

## Klimat
Klimat przejściowy między klimatem podzwrotnikowym Kotliny Syczuańskiej na wschodzie a kontynentalnym Wyżyny Tybetańskiej na zachodzie. Roczne opady od 1200 mm (lokalnie 2000 mm) w części wschodniej do 600 mm na zachodzie. Porośnięte lasami mieszanymi, na południu wiecznie zielonymi. W partiach szczytowych występują lodowce. Region występowania wielkiej pandy i wielu rzadkich gatunków zwierząt i roślin, m.in. cisa chińskiego. 

## Ludność
Hengduan Shan zamieszkują głównie Tybetańczycy, ponadto Chińczycy. Doliny rzek wykorzystane rolniczo, w wyższych partiach pasterstwo koczownicze.